# ヴァルター・ネルンスト
ヴァルター・ヘルマン・ネルンスト（Walther Hermann Nernst、1864年6月25日 – 1941年11月18日）は、ドイツの化学者、物理化学者。ネルンストの式や、熱力学第三法則を発見した。

## 生涯

### 生い立ち
プロイセンのブリーゼン（現ポーランド・ヴォンブジェジノ）に生まれた。グラウデンツのギムナジウムに入学し、ラテン語で優秀な成績をとった。はじめは詩人を目指していたが、化学教師の影響を受け科学者への道を目指すようになった。卒業後、チューリッヒ、ベルリン、グラーツで学び、さらに1886年にヴュルツブルク大学に移り、そこで学位をとった。
グラーツではルートヴィッヒ・ボルツマンのもとで、アルベルト・フォン・エッティングスハウゼンと共に研究を行い、その成果はヴュルツブルク時代の1887年に論文としてまとめた。これはエッティングスハウゼン-ネルンスト効果（エッティングスハウゼン効果 - Ettingshausen effect、ネルンスト効果 - Nernst effectとも。1886年）として知られている。
またヴュルツブルクでは、イオンの研究で知られるコールラウシュやスヴァンテ・アレニウスらとともに研究を行った。

### ライプツィヒ・ゲッティンゲン時代
ヴュルツブルク時代に、ネルンストとアレニウスは、ヴィルヘルム・オストヴァルトから、自分の助手になるよう依頼された。これを引き受けた二人は、ヴュルツブルクで博士号を取得し、グラーツで1年間を過ごした後、オストワルドのいるライプツィヒ大学へと移った。
ライプツィヒではガルヴァーニ電池の研究を行った。この研究が世に認められ、ネルンストはライプツィヒで講師となり、さらに1899年にはオストヴァルトの手を離れ、ゲッティンゲン大学の講師となった。
ゲッティンゲン移籍後も、ネルンストの才能を見込んだギーセン大学やミュンヘン大学からの誘いがあった。一方で、ゲッティンゲン大学を担当していたプロイセンの文部次官からの引き留めにもあった。ネルンストは、大学に新たに実験室を作ることを条件に、ゲッティンゲンに物理化学の助教授として残ることにした。そして1895年、ネルンストの要望通り、実験室を含む研究所が作られた。また、ゲッティンゲン時代の1892年、ネルンストはエンマ・ローマイヤーと結婚し、1903年までに5人の子供をもうけた。
さらにゲッティンゲン時代には、電燈に使用できる新たな固体電解質を発見した。ネルンストはこの発見にともなう特許権をAGE(Allgemeine Elektrizitaets Gesellschaft)社に100万マルクで売却した。こうして得た利益の一部を使って、ネルンストは研究室を拡張した。ネルンストの研究室は大所帯となり、そこでは国内外から40人の学生が集まり、研究をおこなうようになった。ネルンスト夫妻は自宅に研究生を招きパーティーを開催したり、ピクニックに出かけたりするなど、研究室の交流につとめた。

### ベルリン時代(1905年〜1914年)

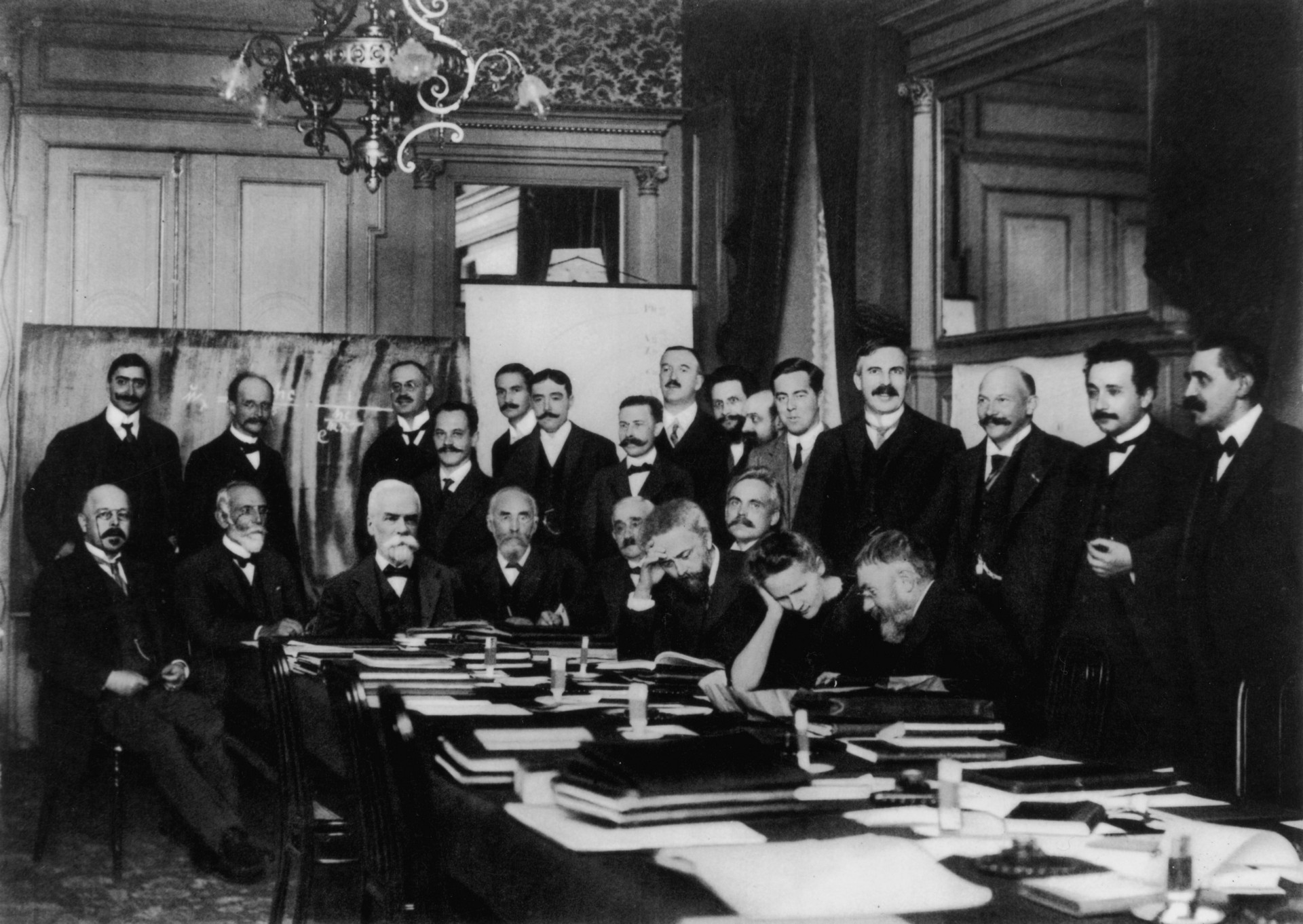
第1回ソルベー会議。前列の一番左がネルンスト。ソルベー（前列左から3番目）、プランク（後列左から2番目）、アインシュタイン（後列右から2番目）、そしてネルンストの弟子のリンデマン（後列左から5番目）の姿も見える。

1905年、41歳になったネルンストはゲッティンゲンを離れ、ベルリン大学の教授になった。第二化学教室主任教授だったハンス・ハインリヒ・ランドルトの後任に選ばれたのである。当時のベルリン大学はドイツにおける科学の中心地であった。
赴任して間もなくのころ、物理化学の講義をしているときに、熱化学に関する着想がひらめいた。これはのちに熱力学第三法則とよばれ、熱力学の基本法則の1つとなるものであった。ネルンストは自らが考えた仮定を確かめるため、1914年までこの実験を続けた。
一方でネルンストは、比熱の問題にも関心を持つようになった。低温になると、比熱は古典物理学では説明できないようなふるまいを見せ、当時の科学者の間で話題になっていた。ネルンストの研究室でも比熱の測定実験を行っていたが、1907年、この実験値と一致するような理論を、アルベルト・アインシュタインが発表した。アインシュタインの才能を認めたネルンストは、マックス・プランクと協力してアインシュタインをベルリンへと呼び寄せた。さらに1911年には、エルネスト・ソルベーと共に、著名な科学者を集めて討論を行うソルベー会議を開催した。こうして、ネルンストは名実ともに当時の代表的な科学者の一人となっていった。

### ベルリン時代（1914年〜1932年）
1914年、第一次世界大戦が始まると、ネルンストの長男と二男は戦場へかりだされた。そして、ネルンスト自身も志願して軍隊へ入った。ネルンストにとっては50歳にして初めての軍隊経験であった。軍隊では化学薬品や火薬を使った武器の研究開発などを行い、鉄十字一等勲章、功労大章を授けられた。しかし、ネルンストはやがて、この戦争には勝ち目はないと思うようになり、周囲にもそのように明かすようになった。
1917年、ネルンストは軍事研究を終え、大学に復帰した。その年に書かれた著書『新しい熱定理』の序文は、「悲しみに満ちた現実から逃避するのには、理論物理学ほどふさわしい科学はない」、といった書き出しになっている。1918年、戦争は終わり、ネルンストは2人の息子を失った。
戦後、兵器の研究を行ったネルンストは戦争犯罪人として告発される恐れがあったため、一時スウェーデンやスイスへと移住した。しかし科学者が犯罪人のリストから外されると、再びベルリンへと戻った。この頃になると、ネルンストの実績は一段と評価され、さまざまな賞や地位が与えられた。1920年、熱力学第三法則の功績により、ノーベル化学賞を受賞、翌年にはベルリン大学総長に選ばれた。また、駐アメリカ大使にも選ばれたが、これは辞退した。1932年にはロンドン王立協会の外国人会員に選出されている。
1922年、それまでの物理化学研究所の役職を弟子のボーデンスタインにゆずり、国立物理工学研究所所長の地位についた。しかし、所員の官僚的な仕事体質とそりが合わずに、2年で役を降りた。その後はハインリヒ・ルーベンスの後をついで、ベルリン大学の物理学教室主任となり、研究を行った。

### 晩年
1933年、69歳になったネルンストは引退し、13年前にあらかじめ購入しておいたツィベレの家で暮らすようになった。翌年にはここで、家族や親しい人たちにより70歳の誕生会が開かれた。この会には世界中から祝いのメッセージが届けられ、新聞にも取り上げられた。
ネルンストは家族と一緒に過ごすことを好んでいたが、ヒトラーによるユダヤ人の弾圧が始まると、それは難しくなった。ネルンストの三人の娘のうち二人（ヒルデとアンジェラ）はユダヤ人と結婚していたため、国外への逃亡を余儀なくされた。ネルンスト自身はアーリア人の家系であったが、ナチスについては嫌っていた。長女のヒルデとは1937年に、三女アンジェラとは1939年に会ったのがそれぞれ最後となった。
次女のエディットはドイツ国内のキールに住んでいたため、エディットはその後もたびたび、自身の娘を連れてツィベレを訪れた。ネルンストは娘や孫が来るのを心待ちにしており、別れる時には必ず、またすぐに来てくれるようにと頼んだ。エディットの交流は最晩年まで続いた。
1941年11月15日、ネルンストは昏睡状態におちいり、18日、妻エンマの見守る中で息を引き取った。最期の言葉は、「私はもう天国に入っている。なかなか良い所だが、もっといい所にできたはずだ、とみんなに言ってやったよ。」遺体は本人の望み通りベルリンに運ばれたが、第二次世界大戦後、ベルリンに近づくことが難しくなると、娘たちの手によりゲッティンゲンに移された。現在、遺骨はプランクとマックス・フォン・ラウエの間に埋められている。

## 業績

### 熱力学第三法則
ネルンストの一番の業績は熱力学第三法則を確立したことである。この法則は1906年に書かれた論文で初めて発表された。
ある化学反応がどちらの向きに進むかは、化学反応における物質の結びつきやすさ、すなわち化学親和力によって決まると考えられていた。そして、その化学親和力Aは発熱量Qと、
{\displaystyle A-Q=T{\frac {dA}{dT}}}
の関係がある(ただし、定温・定圧過程とする。Tは温度）。これはギブズ-ヘルムホルツの式から得られるものである。この式により、Aの値が分かればQが求められる。
しかし、逆にQの値が分かってもAを求めることはできない。なぜなら、この式をAについて解くには、式を積分しなければならず、その際に積分定数が出てきてしまうからである。この事実は、当時の熱力学が完全ではないことを意味していた。
ネルンストはこの問題について、低温、あるいは固体ではAとQはほぼ等しくなるという実験事実に注目した。そして、絶対零度に近づくにつれてAとQの差は無限に小さくなるのではないかと考えた。これが、1905年にベルリンの講堂で思いついた発想である。すなわち、
{\displaystyle \lim \limits _{T\to 0}{\frac {dA}{dT}}=\lim \limits _{T\to 0}{\frac {dQ}{dT}}}
となる。この仮定を加えることにより、積分定数を求めることができ、ギブズ-ヘルムホルツの式の問題は解消されるとネルンストは主張した。
この論理は突飛なうえ、実験的な立証もされていなかったため、発表当時はその意味を理解できる人は少なかった。しかしその後、ネルンスト自身らによってこの仮定は実験的に裏付けられ、現在では熱力学の基本法則の1つとなっている。
なお、現在では熱力学第三法則は、絶対零度においてエントロピーはゼロになるという表現がなされているが、この表現はマックス・プランクによるもので、ネルンスト自身は「エントロピー」という言葉は使っていない。そのプランクは、ネルンストの仮定について、überraschend（驚くべき、意外な、斬新な）という表現を使っている。ネルンスト自身はこの定理について、「熱力学第一法則は3人（マイヤー、ジュール、ヘルムホルツ）、第二法則は2人（カルノー、クラウジウス）、第三法則は1人（ネルンスト）によって発見された。第四法則を発見する人は0人になってしまうから、熱力学はこれで完成された」と語っている。

### 電気化学
ネルンストは、電気化学の分野でもいくつかの重要な業績をあげている。1886年には磁場や熱が電流に与える影響を示したエッティングスハウゼン-ネルンスト効果を発見し、1889年には、電位とイオン濃度の関係を示したネルンストの式を発表した。
また、ネルンストは実験を重視し、分子量や誘電率の測定方法の改良による貢献も多い。

## 人物
せっかちな性格で、短気な面があり、グラーツ時代に共同で研究を行ったエッティングスハウゼンとは対照的であった。ネルンスト自身、いつも緊張した状態にあった実験中の自分の神経をやわらげてくれるエッティングスハウゼンの落ち着いた性格を賞賛し、感謝の念を示している。
実験においても、すぐに結果を求めたがった。低温装置を購入するため、カマリング・オネスの研究所を見学したが、その装置を使用すると多大な待ち時間が発生することが分かると、購入をあきらめ、代わりに自ら小型の水素液化装置を製作した。測定にあたっても、検流計を水平にして測定するのがわずらわしく、傾いた状態のまま測定し、誤差はその場で暗算で補正した。
アインシュタインはネルンストを、「子供のように有頂天になる」と評している。「無邪気に驚いた顔」をするのが好きで、その顔で皮肉や鋭いユーモアを語るのが得意であった。自らの業績については謙遜することなく、講義では熱力学第三法則を、「私の熱定理」と呼んだ。これに対して同僚は、ネルンストが書いた本でこの定理を探すには、索引の「m」の項を引かなければならない、と皮肉った。ネルンストの弟子のK.メンデルスゾーンは、ネルンストはあえてこうした無邪気な小男の役を演じることで、自らの業績を嫌みなく周りに伝えていたと述べている。
初期の車が好きで、生涯に18台の車を購入した。初めて購入したのはゲッティンゲン時代の1898年で、自動車が普及していなかった当時は町の話題となった。また狩猟も好み、若いころから始め、晩年ツィベレに住むようになってからも行っていた。
研究員には公平に接し、敬愛された。弟子にはマックス・ボーデンスタインやフレデリック・リンデマン、フランツ・シモンなどがいる。ネルンスト死後の1964年に開かれた生誕百周年を祝う会では、多くの弟子が集まった。そしてこの年、ネルンストが熱力学第三法則を着想したベルリン大学の講堂は、ヴァルター・ネルンスト講堂と名付けられた。